# Sean Blakemore
Sean Blakemore (ur. 10 sierpnia 1967 w St. Louis, w stanie Missouri) – amerykański aktor telewizyjny i filmowy, model.

## Życiorys
Jest piątym z siedmiorga dzieci, które wychowywała samotna matka. Przed przeprowadzką do Los Angeles w 1998 roku, w St. Louis pracował na kilku etatach jako model na pokazach mody i w reklamach i lektor, wykonywał prace drukarskie oraz występował w lokalnym teatrze i studenckich filmach krótkometrażowych. Przez kilka lat pracował również na planie serialów kontrolując grupy statystów. W 1996 r. wystartował rolą męża Grace (Gina Ravera) w sportowym dramacie telewizyjnym HBO Dusza gry (Soul of the Game) obok Delroya Lindo, Blaira Underwooda, R. Lee Ermey i Jerry’ego Hardina. Był wielokrotnie nagradzany Visual Fine Artist.
W 2011 roku dołączył do obsady opery mydlanej ABC Szpital miejski (General Hospital), gdzie gra Shawna Butlera, weterana wojny z PTSD, który mieszka w Port Charles.
9 czerwca 2010 r. Blakemore poślubił aktorkę i tancerkę Nadyię Jones.

## Wybrana filmografia
- 1996: Soul of the Game jako mąż Grace (Gina Ravera)
- 2002: Bez pardonu (The District) jako Achmed Ali
- 2003: Projekt „Momentum” (Momentum) jako policjant#2
- 2004: Detektyw Monk (Monk) jako
- 2004: Motyw (Motives) jako Brandon
- 2004: Żar młodości (The Young and the Restless) jako Ben
- 2005: Dowody zbrodni (Cold Case) jako młody Clyde
- 2005: Życie na fali (The O.C.) jako lekarz
- 2005: The Shield: Świat glin (The Shield) jako John Sullivan
- 2006: Jednostka (The Unit) jako afrykański żołnierz
- 2006: CSI: Kryminalne zagadki Nowego Jorku jako Nick Davis
- 2007: Motyw 2: Zemsta (Motives 2) jako Brandon Collier
- 2007: Ostry dyżur (ER) jako Mario
- 2008: Kości (Bones) jako Grayson Barasa
- 2008: Dni naszego życia (Days of our Lives) jako Barney Bateman
- 2008: Fatalny skok (Columbus Day) jako oficer Walters
- 2009: Magia kłamstwa (Lie to me) jako agent FBI Irving
- 2009: Kości (Bones) jako Grayson Barasa
- 2009: Dni naszego życia (Days of our Lives) jako Peter
- 2010: Gwiezdne wrota: Wszechświat (Stargate Universe) jako Reginald Greer
- 2011: Agenci NCIS (NCIS) jako kapitan marynarki Jerome Carr
- od 2011: Szpital miejski (General Hospital) jako Shawn Butler / Sean Butler
- 2013: W ciemność. Star Trek (Star Trek Into Darkness) jako Klingon
- 2016: Pokojówki z Beverly Hills jako pastor James Hamilton